# Ben Gillies
Benjamin David Gillies, detto Ben (Merewether, 22 ottobre 1979), è un musicista australiano, meglio conosciuto come il batterista della rock band australiana Silverchair.

## Biografia
All'età di 12 anni con gli amici Daniel Johns e Chris Joannou forma la band Innocent Criminals. Inizia così a suonare a scuola e in altri luoghi nella zona di Newcastle. Nel 1994, sotto il loro nuovo nome Silverchair, vincono il concorso "Pick me" e ottengono il successo.
Dal 1995 al 2007 producono 5 album: Frogstomp (1995), Freak Show (1997), Neon Ballroom (1999), Diorama (2002) e Young Modern (2007).
Nel 2002, Gillies forma i Tambalane, pubblicando un album omonimo.

### Vita privata
Nel giugno 2010 ha sposato Jakica Ivancevic.